# L-SAR 01
L-SAR 01 (chinesisch 陆地探测一号01组卫星, Pinyin Lùdì Tàncè Yīhào 01 Zǔ Wèixīng) ist eine im Aufbau begriffene, vom Chinesischen Zentrum für die Nutzung von Erdbeobachtungssatelliten (CRESDA) betriebene Konstellation aus zwei SAR-Satelliten, die nach chinesischen Regierungsangaben zur Beobachtung von geologischen Veränderungen wie Bodensenkungen oder rutschenden Hängen auf den Landflächen der Erde dienen sollen. Das Space Systems Command der USA hält sie hingegen für militärische Aufklärungssatelliten. L-SAR 01A, der erste Satellit der Konstellation, wurde am 25. Januar 2022 um 23:44 Uhr UTC vom Kosmodrom Jiuquan mit einer Trägerrakete vom Typ Langer Marsch 4C der Shanghaier Akademie für Raumfahrttechnologie ins All gebracht. L-SAR 01B folgte am 26. Februar 2022 um 23:44 Uhr UTC, wieder mit einer Trägerrakete vom Typ Langer Marsch 4C vom Kosmodrom Jiuquan gestartet.

## Konstellation
Am 26. Oktober 2015, gegen Ende des 12. Fünfjahresplans (2011–2015), wurde von der Staatlichen Kommission für Entwicklung und Reform zusammen mit dem Finanzministerium der Volksrepublik China und der Nationalen Behörde für Wissenschaft, Technik und Industrie in der Landesverteidigung mit Zustimmung des Staatsrats der Volksrepublik China das „Nationale Programm für die mittel- und langfristige Entwicklung der zivilen Weltraum-Infrastruktur (2015–2025)“ verabschiedet. Um eine geordnete, aber möglichste breite kommerzielle Nutzung des Weltalls zu ermöglichen, sollen neben Navigations- und Kommunikationssatelliten als dritter Bereich auch Fernerkundungssatelliten gefördert werden. Bis zum Ende des 14. Fünfjahresplans im Jahr 2025 soll ein bedarfsgesteuerter, sich selbst finanzierender und international konkurrenzfähiger Dienstleistungssektor entstehen, der die vom Staat zur Verfügung gestellte Weltraum-Infrastruktur nutzt.
Diese Kategorie von Satelliten befindet sich eine Ebene unterhalb des aus dem Fonds für Nationale wissenschaftlich-technische Großprojekte geförderten Hochauflösenden Erdbeobachtungssystems Chinas (Gaofen), das technisch anspruchsvoller ist und zum Teil auch von den Streitkräften der Partnerländer im Rahmen der Neuen Seidenstraße genutzt wird.
Beim Gaofen-System gibt es neben den optischen Erdbeobachtungssatelliten auch Satelliten die mit einem auf dem C-Band arbeitenden Synthetic Aperture Radar mit einer Auflösung von 1 m durch eine geschlossene Wolkendecke Aufnahmen von Überschwemmungsgebieten etc. machen können.
Bei dichter Bewaldung wie zum Beispiel in der Mandschurei oder den Berggebieten Südchinas stoßen diese Satelliten jedoch an ihre Grenzen. Daher organisierte die Nationale Raumfahrtbehörde Chinas die Entwicklung einer zusätzlichen, auf dem langwelligeren L-Band arbeitenden Konstellation aus zunächst zwei Radarsatelliten. Mit Bau und Start der aus dem Programm für die Entwicklung der zivilen Weltraum-Infrastruktur finanzierten Satelliten wurde die Shanghaier Akademie für Raumfahrttechnologie beauftragt.
Die beiden Satelliten sollen auf einer gemeinsamen sonnensynchronen Umlaufbahn von 600 km Höhe um 180° versetzt so um die Erde kreisen, dass jeder alle 8 Tage auf dem gleichen Längengrad den Äquator kreuzt. Mit den beiden Satelliten wird somit eine Wiederbeobachtungszeit für ein gegebenes Gebiet von 4 Tagen erreicht. Über differentielle Radarinterferometrie (D-InSAR) werden mit Vorher-Nachher-Bildern und aufwendiger Datenverarbeitung gerade ablaufende Oberflächendeformationen wie sich senkende Gebäude oder rutschende Hänge mit einer Genauigkeit im Millimeterbereich dokumentiert.
Die L-SAR-Konstellation wird vom Chinesischen Zentrum für die Nutzung von Erdbeobachtungssatelliten betreut, das neben Bodenstationen in Miyun, Nanning und Ürümqi über ein Rechenzentrum im Pekinger Stadtbezirk Haidian verfügt. Wissenschaftlich unterstützt wird diese von der China Aerospace Science and Technology Corporation betriebene Einrichtung hierbei vom Institut für Informationsgewinnung durch Luft- und Raumfahrt der Chinesischen Akademie der Wissenschaften.
Der Hauptabnehmer für die durch die Satelliten gewonnenen Informationen ist das Ministerium für natürliche Ressourcen der Volksrepublik China, das zusammen mit dem Ministerium für Katastrophenschutz (应急管理部) und dem Ministerium für zivile Angelegenheiten auch für den laufenden Betrieb des Systems aufkommt.

## Satelliten
Die vom Forschungsinstitut 509 der Shanghaier Akademie für Raumfahrttechnologie gebauten Satelliten der L-SAR-01-Konstellation besitzen eine Masse von 3,2 t und eine SAR-Antenne von 33 m². Die Antenne kann in mehreren Polarisationsarten und auf verschiedenen Frequenzen zwischen 1 und 2 GHz im L-Band betrieben werden. Das „L“ im Akronym für die Konstellation steht neben Ludi („Landfläche“) auch für „L-Band“. Die Satelliten verfügen über mehrere Bildgebungsmodi mit einer maximalen Auflösung von 3 m und einer maximalen Schwadbreite von 400 km. Die Stromversorgung erfolgt durch zwei Solarzellenflügel mit jeweils vier Modulen sowie Akkumulatoren. Die geplante Lebensdauer beträgt 8 Jahre.
Die Satelliten können in zwei Modi operieren: sie können einander entweder im Formationsflug folgen oder einander umkreisen. Der reguläre Flugmodus ist der Formationsflug, bei dem ein Satellit dem anderen auf dem gleichen Orbit um 180° versetzt folgt. Der Umkreisungsmodus ist für interferometrische Kartografie gedacht.
Am 28. April 2023 wurde die gut einjährige Testphase für erfolgreich abgeschlossen erklärt und die beiden Satelliten dem Chinesischen Zentrum für die Nutzung von Erdbeobachtungssatelliten für den Regelbetrieb übergeben. Während der Testphase hatte die Konstellation vor allem während der sommerlichen Regenzeit 372 durch Wolken aufgenommene Bilder geliefert, unter anderem von Erdrutschen in Gansu und Shaanxi sowie von den Auswirkungen des Erdbebens in Luding am 5. September 2022. Am 29. Dezember 2023 bestätigten die Ministerien für natürliche Ressourcen, Katastrophenschutz etc. als Abnehmer der Bilder die Betriebstauglichkeit des Systems. Im weiteren Verlauf sollen die von der Konstellation ermittelten Daten schrittweise auch den Partnerländern im Rahmen der neuen Seidenstraße zur Verfügung gestellt werden.